# Psalidodon erythropterus
Psalidodon erythropterus es una especie de pez de la familia Characidae en el orden de los Characiformes.

## Hábitat
Vive en zonas de clima tropical.

## Distribución geográfica
Se encuentran en Sudamérica: cuenca del Río de la Plata.